# Tephrosia corallicola
Tephrosia corallicola là một loài thực vật có hoa trong họ Đậu. Loài này được (Small) Leon miêu tả khoa học đầu tiên.